# Beaucourt-sur-l'Hallue
Beaucourt-sur-l'Hallue är en kommun i departementet Somme i regionen Hauts-de-France i norra Frankrike. Kommunen ligger i kantonen Villers-Bocage som tillhör arrondissementet Amiens. År 2022 hade Beaucourt-sur-l'Hallue 279 invånare.

## Befolkningsutveckling
Antalet invånare i kommunen Beaucourt-sur-l'Hallue
| Referens: INSEE |